# Kyeikdon
Kyeikdon (pwo de l'Est :  ကျာ်ဍုံ) est une ville birmane située dans le district de Kawkareik, dans l’État de Kayin, autrefois appelé État Karen.